# Psychedelic Jungle
Psychedelic Jungle es el segundo álbum de estudio de la banda de rock estadounidense The Cramps, en cuya formación se había producido el cambio del guitarrista Bryan Gregory por Kid Congo Powers. 
Fue publicado en mayo de 1981 a través de los sellos Illegal Records y I.R.S. Records, después de haberse grabado en enero de ese año en los A&M Studios de Hollywood, California, siendo producido por los propios The Cramps con la ayuda del ingeniero de sonido Paul McKenna.
La foto de la portada fue realizada por Donna Santisi, mientras que la de la contraportada por el fotógrafo y director de vídeos musicales Anton Corbijn.
De las catorce pistas que formaron parte del álbum, la mitad era composiciones originales de la guitarrista Poison Ivy y del cantante Lux Interior, mientras que el resto eran versiones de sencillos de rock and roll, rockabilly y garage rock, bien de los años 50 de artistas como Jim Lowe, Kip Tyler and the Flips o Ronnie Dawson, o de los años 60 como Ronnie Cook and the Gaylads, The Novas, The Groupies y de The Green Fuz, lanzándose como sencillos "The Crusher" y "Goo Goo Muck". 

## Lista de canciones
1. "Green Fuz"
2. "Goo Goo Muck"
3. "Rockin' Bones"
4. "Voodoo Idol"
5. "Primitive"
6. "Caveman"
7. "The Crusher"
8. "Don't Eat Stuff Off the Sidewalk"
9. "Can't Find My Mind"
10. "Jungle Hop"
11. "The Natives Are Restless"
12. "Under the Wires"
13. "Beautiful Gardens"
14. "Green Door"

## Personal

### Formación
- Lux Interior - Vocalista
- Poison Ivy Rorschach - Guitarra
- Kid Congo Powers - Guitarra
- Nick Knox - Batería